# 26 tháng 3
Ngày 26 tháng 3 là ngày thứ 85 trong mỗi năm thường (ngày thứ 86 trong mỗi năm nhuận). Còn 280 ngày nữa trong năm.

## Sự kiện
- 908 – Một năm sau khi tiếm vị, Hậu Lương Thái Tổ cho hạ độc giết chết Lý Chúc, tức Đường Ai Đế, hoàng đế cuối cùng của triều Đường.
- 1129 – Hai tướng quân Miêu Phó và Lưu Chính Ngạn tiến hành binh biến, phế truất Tống Cao Tông và đưa thái tử Triệu Phu mới 3 tuổi làm hoàng đế.
- 1861 – Chiến dịch Nam Kỳ: Quân Pháp bắt đầu tiến quân đánh chiếm thành Mỹ Tho.
- 1931 – Đoàn Thanh niên Cộng sản Hồ Chí Minh được thành lập tại Việt Nam.
- 1945 – Đảo Iwo Jima của Nhật Bản bị Hải quân Hoa Kỳ chiếm đóng sau hơn 1 tháng giao tranh ác liệt giữa 110.000 quân Mỹ và 22.000 quân Nhật. Trận chiến Iwo Jima đã giết chết hơn 27.000 người, đây được xem là một trong những trận chiến ác liệt nhất tại Chiến trường Thái Bình Dương (Chiến tranh Thế giới II).
- 1953 – Jonas Salk thông báo về vacxin cho bệnh bại liệt.
- 1965 - Chiến tranh Việt Nam bộ đội pháo cao xạ bắn rơi 12 máy bay Mỹ tại Hà Tĩnh.
- 1970 – Tổng thống Việt Nam Cộng hòa Nguyễn Văn Thiệu ban hành Luật "Người cày có ruộng" và Cải cách ruộng đất tại miền Nam Việt Nam.
- 1971 – Đông Pakistan tuyên bố độc lập với tên gọi Bangladesh, Chiến tranh giải phóng Bangladesh bùng phát.
- 1975 – Chiến tranh Việt Nam: Mặt trận Dân tộc Giải phóng Miền Nam Việt Nam làm chủ tỉnh Thừa Thiên Huế sau các hoạt động quân sự trong Chiến dịch Huế – Đà Nẵng.
- 1978 – Bốn ngày trước khánh thành Sân bay quốc tế Narita tại Nhật Bản, một nhóm người biểu tình đã dùng chai cháy phá hủy nhiều thiết bị trong phòng điều khiển không lưu.
- 1979 – Anwar al-Sadat, Menachem Begin và Jimmy Carter ký Hiệp ước Hòa bình Ai Cập-Israel ở Washington, D.C., Ai Cập trở thành nước Ả Rập đầu tiên chính thức công nhận Israel.
- 1982 – Nghi lễ bắt đầu xây dựng Đài tưởng niệm cựu chiến binh Mỹ tại Việt Nam ở Washington, D.C.
- 1991 – Argentina, Brasil, Uruguay và Paraguay ký kết Hiệp định Asunción, thành lập Mercosur.
- 1995 – Hiệp ước Schengen có hiệu lực.
- 1998 – Nội chiến tại Algérie: xảy ra vụ Thảm sát Oued Bouaicha khiến 52 người thiệt mạng.
- 2000 – Vladimir Putin trở thành tổng thống Liên bang Nga
- 2005 – Khoảng 200 đến 300 ngàn người xuống đường tuần hành ở thủ phủ Đài Bắc, Đài Loan nhằm phản đối Luật chống ly khai của chính quyền CHND Trung Hoa.
- 2010 – Tàu tuần tra Cheonan của Hải quân Hàn Quốc bị đắm trên vùng biển Hoàng Hải gần đảo Baengnyeong, Hàn Quốc tuyên bố Triều Tiên tấn công tàu bằng ngư lôi.
- 2015 – Ả Rập Xê Út bắt đầu can thiệp quân sự vào Yemen, dẫn đến hàng nghìn người chết trong đó có dân thường.
- 2017 – Một cuộc biểu tình quy mô lớn diễn ra tại 99 thành phố của Nga nhằm phản đối chính quyền của Tổng thống Vladimir Putin.

## Sinh
- 1516 – Conrad Gessner, nhà tự nhiên học Thụy Sĩ (m. 1565)
- 1749 – William Blount, chính khách người Mỹ (m. 1800)
- 1753 – Benjamin Thompson, nhà vật lý, nhà phát minh người Mỹ (m. 1814)
- 1794 – Julius Schnorr von Carolsfeld, họa sĩ người Đức (m. 1872)
- 1859 – Alfred Edward Housman, nhà thơ người Anh (m. 1936)
- 1859 – Adolf Hurwitz, nhà toán học người Đức (m. 1919)
- 1874 – Robert Frost, nhà thơ người Mỹ (m. 1963)
- 1875 – Syngman Rhee, tổng thống Hàn Quốc (m. 1965)
- 1875 – Max Abraham, nhà vật lý người Đức (m. 1922)
- 1875 – Syngman Rhee, tổng thống người Hàn Quốc (m. 1965)
- 1881 – Guccio Gucci (m. 1953)
- 1882 – Hermann Obrecht, luật gia Thụy Sĩ (m. 1940)
- 1884 – Wilhelm Backhaus, nghệ sĩ dương cầm người Đức (m. 1969)
- 1886 – Hugh Mulzac, sĩ quan quân đội người Mỹ (m. 1971)
- 1894 – Viorica Ursuleac, ca sĩ soprano người România (m. 1985)
- 1898 – Charles Shadwell, người chỉ huy dàn nhạc, người chỉ huy dàn nhạc nhỏ người Anh (m. 1979)
- 1888 – Elsa Brändström, người giữ trẻ người Thụy Điển (m. 1948)
- 1893 – Palmiro Togliatti, nhà cộng sản lãnh tụ người Ý (m. 1964)
- 1904 – Joseph Campbell, tác gia người Mỹ (m. 1987)
- 1904 – Emilio Fernández, diễn viên, người viết kịch bản phim, đạo diễn phim người México (m. 1986)
- 1904 – Xenophon Zolotas, nhà kinh tế học, thủ tướng Hy Lạp người Hy Lạp (m. 2004)
- 1911 – Tennessee Williams, nhà viết kịch người Mỹ (m. 1983)
- 1911 – T. Hee, họa sĩ phim hoạt hình người Mỹ (m. 1988)
- 1913 – Paul Erdős, nhà toán học người Hungary (m. 1996)
- 1914 – Toru Kumon, nhà sư phạm người Nhật Bản (m. 1995)
- 1914 – William Westmoreland, tướng Mỹ (m. 2005)
- 1916 – Christian B. Anfinsen, nhà hóa học, giải thưởng Nobel người Mỹ (m. 1995)
- 1916 – Bill Edrich, cầu thủ cricket người Anh (m. 1986)
- 1916 – Sterling Hayden, diễn viên người Mỹ (m. 1986)
- 1917 – Rufus Thomas, nhạc sĩ người Mỹ (m. 2001)
- 1918 – Jurica Ribar, họa sĩ Nam Tư (m. 1943)[1]
- 1919 – Roger Leger, vận động viên khúc côn cầu trên băng Quebec (m. 1965)
- 1919 – Strother Martin, diễn viên người Mỹ (m. 1980)
- 1922 – Oscar Sala, nhà vật lý người Ý
- 1923 – Gert Bastian, chính khách người Đức (m. 1992)
- 1923 – Bob Elliott, diễn viên hài người Mỹ
- 1925 – Pierre Boulez, nhà soạn nhạc, người chỉ huy dàn nhạc người Pháp
- 1925 – James Moody, nhạc Jazz nhạc sĩ, nhà soạn nhạc, diễn viên người Mỹ
- 1929 – Edwin Turney, doanh nhân người Mỹ
- 1930 – Gregory Corso, nhà thơ người Mỹ (m. 2001)
- 1931 – Leonard Nimoy, diễn viên, người đạo diễn người Mỹ
- 1934 – Alan Arkin, diễn viên người Mỹ
- 1937 – Wayne Embry, cầu thủ bóng rổ người Mỹ
- 1938 – Anthony James Leggett, nhà vật lý, giải thưởng Nobel người Mỹ
- 1940 – James Caan, diễn viên người Mỹ
- 1941 – Richard Dawkins, tiến hoá nhà sinh vật học người Anh
- 1941 – Yvon Marcoux, chính khách Quebec
- 1942 – Erica Jong, tác gia người Mỹ
- 1943 – Bob Woodward, nhà báo người Mỹ
- 1944 – Diana Ross, ca sĩ, diễn viên và nhà sản xuất ghi âm người Mỹ. Thành viên nhóm The Supremes
- 1945 – Mikhail Voronin, vận động viên thể dục người Liên Xô (m. 2004)
- 1946 – Johnny Crawford, diễn viên người Mỹ
- 1946 – Alain Madelin, chính khách người Pháp
- 1947 – Dar Robinson, diễn viên đóng thế người Mỹ (m. 1986)
- 1949 – Vicki Lawrence, nữ diễn viên, ca sĩ người Mỹ
- 1949 – Patrick Süskind, nhà văn người Đức
- 1950 – Teddy Pendergrass, ca sĩ người Mỹ
- 1950 – Martin Short, diễn viên hài người Canada
- 1950 – Ernest Thomas, diễn viên người Mỹ
- 1951 – Carl Wieman, nhà vật lý, giải thưởng Nobel người Mỹ
- 1952 – Didier Pironi, tay đua xe Công thức 1 người Pháp (m. 1987)
- 1955 – Danny Arndt, vận động viên khúc côn cầu trên băng người Canada
- 1956 – Charly McClain, ca sĩ người Mỹ
- 1957 – Leeza Gibbons, người dẫn chương trình truyền hình người Mỹ
- 1958 – Elio de Angelis, người đua xe người Ý (m. 1986)
- 1959 – Chris Hansen, phóng viên, Correspondent người Mỹ
- 1960 – Marcus Allen, cầu thủ bóng đá người Mỹ
- 1960 – Jennifer Grey, nữ diễn viên người Mỹ
- 1961 – William Hague, chính khách người Anh
- 1962 – John Stockton, cầu thủ bóng rổ người Mỹ
- 1962 – Paul de Leeuw, người dẫn chương trình truyền hình người Đức
- 1963 – Natsuhiko Kyogoku, nhà văn người Nhật Bản
- 1963 – Amparo Larrañaga, nữ diễn viên người Tây Ban Nha
- 1963 – Roch Voisine, ca sĩ, người sáng tác bài hát người Canada
- 1964 – Ulf Samuelsson, vận động viên khúc côn cầu trên băng người Thụy Điển
- 1966 – Nick Wirth, kĩ sư người Anh
- 1966 – Michael Imperioli, diễn viên người Mỹ
- 1968 – Kenny Chesney, ca sĩ người Mỹ
- 1968 – Laurent Brochard, vận động viên xe đạp người Pháp
- 1970 – Paul Bosvelt, cầu thủ bóng đá người Đức
- 1972 – Jon Reep, diễn viên hài, diễn viên người Mỹ
- 1973 – Heather Goldenhersh, nữ diễn viên người Mỹ
- 1973 – T.R. Knight, diễn viên người Mỹ
- 1973 – Matt Burke, cầu thủ bóng bầu dục người Úc
- 1974 – Mike Peca, vận động viên khúc côn cầu trên băng người Canada
- 1976 – Joachim Alcine, Quebec võ sĩ quyền Anh Haiti
- 1976 – Amy Smart, nữ diễn viên người Mỹ
- 1976 – Natalia Livingston, nữ diễn viên người Mỹ
- 1976 – Nurgül Yeşilçay, nữ diễn viên Thổ Nhĩ Kỳ
- 1976 – Ufuk Talay, cầu thủ bóng đá người Úc
- 1977 – Kevin Davies, cầu thủ bóng đá người Anh
- 1977 – Sylvain Grenier, đô vật Wrestling chuyên nghiệp người Canada
- 1978 – Anastasia Kostaki, cầu thủ bóng rổ người Hy Lạp
- 1979 – Hiromi Uehara, nhạc Jazz nghệ sĩ dương cầm người Nhật Bản
- 1979 – Pierre Wome, cầu thủ bóng đá người Cameroon
- 1979 – Nacho Novo, cầu thủ bóng đá người Tây Ban Nha
- 1980 – Son Ho-young, ca sĩ người Hàn Quốc
- 1981 – Baruch Dego, cầu thủ bóng đá người Israel
- 1981 – Josh Wilson, vận động viên bóng chày người Mỹ
- 1982 – Mikel Arteta, cầu thủ bóng đá người Tây Ban Nha
- 1983 – Michael Brendli, đô vật Wrestling chuyên nghiệp người Mỹ
- 1984 – Stéphanie Lapointe, ca sĩ người Pháp
- 1984 – Sara Jean Underwood, người mẫu, người Mỹ
- 1985 – Keira Knightley, nữ diễn viên người Anh
- 1987 – Yui, nhạc sĩ người Nhật Bản
- 1987 – Steven Fletcher, cầu thủ bóng đá người Scotland
- 1989 – Simon Kjær, cầu thủ bóng đá người Đan Mạch
- 1990 – Xiumin, thành viên nhóm nhạc EXO người Hàn Quốc
- 1990 – Choi Woo-shik, diễn viên người Hàn Quốc
- 1990 – Patrick Ekeng, cầu thủ bóng đá người Cameroon
- 1998 – Kim Kyung-ju, ca sĩ người Hàn Quốc nhóm Cherry Bullet
- 2005 – Ella Anderson, diễn viên nhí người Mỹ

## Mất
- 929 – Vương Đô, quân phiệt người Trung Quốc, tức ngày Quý Sửu (13) tháng 2 năm Kỉ Sửu
- 1212 – Vua Sancho I của Bồ Đào Nha (s. vào 1154)
- 1535 – Georg Tannstetter, nhà khoa học người Áo (s. 1482)
- 1546 – Thomas Elyot, nhà ngoại giao người Anh
- 1566 – Antonio de Cabezón, nhà soạn nhạc người Tây Ban Nha (s. 1510)
- 1726 – Sir John Vanbrugh, nhà viết kịch người Anh (s. 1664)
- 1772 – Charles Pinot Duclos, nhà văn người Pháp (s. 1704)
- 1776 – Samuel Ward, chính khách người Mỹ (s. 1725)
- 1793 – John Mudge, thầy thuốc người Anh (s. 1721)
- 1797 – James Hutton, nhà địa chất người Scotland (s. 1726)
- 1827 – Ludwig van Beethoven, nhà soạn nhạc người Đức (s. 1770)
- 1858 – John Addison Thomas, người lính người Mỹ (s. 1811)
- 1881 – Roman Sanguszko, quý tộc người Ba Lan (s. 1800)
- 1892 – Walt Whitman, nhà thơ người Mỹ (s. 1819)
- 1902 – Cecil Rhodes, nhà thám hiểm người Anh (s. 1853)
- 1910 – Auguste Charlois, nhà thiên văn người Pháp (s. 1864)
- 1923 – Sarah Bernhardt, nữ diễn viên người Pháp (s. 1844)
- 1926 – Konstantin Fehrenbach, Đức Chancellor (s. 1852)
- 1929 – Katharine Lee Bates, nhà thơ người Mỹ (s. 1859)
- 1933 – Eddie Lang, nhạc sĩ người Mỹ (s. 1902)
- 1942 – Jimmy Burke, vận động viên bóng chày người Mỹ (s. 1874)
- 1945 – David Lloyd George, thủ tướng Anh (s. 1863)
- 1957 – Édouard Herriot, chính khách người Pháp (s. 1872)
- 1958 – Phil Mead, cầu thủ cricket người Anh (s. 1887)
- 1959 – Raymond Chandler, tiểu thuyết gia người Mỹ (s. 1888)
- 1969 – John Kennedy Toole, tác gia người Mỹ (s. 1937)
- 1973 – Noel Coward, nhà soạn nhạc, nhà soạn kịch người Anh (s. 1899)
- 1973 – Johnny Drake, cầu thủ bóng đá người Mỹ (s. 1916)
- 1973 – George Sisler, vận động viên bóng chày người Mỹ (s. 1893)
- 1976 – Josef Albers, nghệ sĩ người Đức (s. 1888)
- 1976 – Lin Yutang, nhà văn người Trung Quốc (s. 1895)
- 1978 – Wilfred Pickles, diễn viên, phát thanh viên truyền thanh người Anh (s. 1904)
- 1987 – Eugen Jochum, người chỉ huy dàn nhạc người Đức (s. 1902)
- 1990 – Halston, thời trang nhà thiết kế người Mỹ (s. 1932)
- 1992 – Barbara Frum, nhà báo người Canada (s. 1937)
- 1996 – Edmund Muskie, chính khách người Mỹ (s. 1914)
- 1996 – David Packard, kĩ sư, doanh nhân người Mỹ (s. 1912)
- 2000 – Alex Comfort, tác gia người Mỹ (s. 1920)
- 2003 – Daniel Patrick Moynihan, thượng nghị sĩ Mỹ (s. 1927)
- 2004 – Jan Sterling, nữ diễn viên người Mỹ (s. 1921)
- 2005 – James Callaghan, thủ tướng Anh (s. 1912)
- 2005 – Gérard Filion, doanh nhân, nhà báo Quebec (s. 1909)
- 2005 – Marius Russo, vận động viên bóng chày người Mỹ (s. 1914)
- 2006 – Anil Biswas, chính khách Ấn Độ (s. 1944)
- 2006 – Paul Dana, người lái xe đua người Mỹ (s. 1975)
- 2006 – Nikki Sudden, ca sĩ, người sáng tác bài hát người Anh (s. 1956)
- 2007 – Mikhail Alexandrovich Ulyanov, diễn viên Nga, Nghệ sĩ Nhân dân Liên Xô (s. 1927)[2]
- 2008 – Heath Benedict, cầu thủ bóng đá người Mỹ (s. 1983)
- 2008 – Robert Fagles, dịch giả, giáo sư người Mỹ (s. 1933)
- 2008 – Wally Phillips, nhân vật truyền thanh nổi tiếng người Mỹ (s. 1925)
- 2016 – Jim Harrison, tiểu thuyết gia người Mỹ (s. 1937)
- 2022 - Trung tướng Lê Nam Phong, tướng lĩnh Quân đội nhân dân Việt Nam (s. 1927)

## Ngày lễ và ngày kỷ niệm
- Thành lập Đoàn Thanh niên Cộng sản Hồ Chí Minh (Việt Nam) (1931).
- Ngày Nông dân Việt Nam (Việt Nam Cộng hoà) (1970-1975)
- Quốc khánh (Bangladesh) (1971).